# Furuya Kiyoshi
Furuya Kiyoshi (jap. 古谷 清; * 1878; † 1945) war ein japanischer Offizier, zuletzt Generalleutnant und Mitglied in der Interalliierten Kontrollkommission (IMKK) der Siegermächte des Ersten Weltkrieges im Deutschen Reich.
Von 1918 bis 1919 war er Militärattaché in Russland und wurde 1919 Mitglied des Generalstabes. Anschließend war Furuya Leiter der japanischen Delegation in der IMKK. Ab 1930 war er Chef der japanischen Heeresluftwaffe und wurde 1931 aus dem Militär verabschiedet.